# Tomás Martínez (futbolista)
Tomás Martínez (Beccar, Buenos Aires, Argentina, 7 de marzo de 1995) es un futbolista argentino. Juega como  mediocentro ofensivo y su equipo actual es el Foot Ball Club Melgar de la Liga 1 del Perú.

## Trayectoria

### River Plate
Llegó a River en 2001. En 2011 firmó su primer contrato con una cláusula de rescisión cercana a los 10 millones de dólares, luego de que el Arsenal FC de Inglaterra y el FC Barcelona de España estuvieran interesados en ficharlo.
En 2013 fue citado por el DT de River Plate, Ramón Díaz para realizar su primera pretemporada con el primer equipo, el DT dijo que lo tendría en cuenta de cara al Torneo Final. Su debut no oficial se produjo el 12 de enero de 2013 en un amistoso frente a Independiente, el cual terminó 2-0 a favor de su equipo, dando la asistencia al primer gol de Rogelio Funes Mori. Hizo su debut oficial en la derrota de River Plate 1-0 frente a Estudiantes de Caseros correspondiente a los 16.os de final de la Copa Argentina 2012-13. Pero su debut en Primera División fue enfrentando a San Martín de San Juan por la última fecha del Torneo Final 2013 con victoria de su equipo 3-1.
En el comienzo de la temporada 2013/14 el director técnico Ramón Ángel Díaz no lo tendría en cuenta pero fue parte de la lista de jugadores ya que tenía dos jugadores en su posición primero Manuel Lanzini y después Jonathan Fabbro con esta dificultad para sumar minutos ni siquiera jugaría un minuto en esa temporada. Mientras tanto Martínez sumaba minutos en la reserva del club, el 1 de marzo jugó Tomás Martínez se lució con una gran asistencia a su compañero Luciano Romero para el triunfo 1-0 ante San Lorenzo de Almagro, en el predio de Ezeiza para sumar 39 unidades y se ubica a cuatro del líder, Rosario Central.
El 6 de marzo River Plate sumó una nueva victoria 2-0 contra Tigre y se acerca a la punta del campeonato. Esta vez los goleadores fueron Federico Vega y Tomás Martínez que el equipo de reserva tendría jugadores de la primera división que sigue sumando tres puntos a paso firme. Tomy tendría grande partidos en la reserva. Aun así Ramón Ángel Díaz no le daría la oportunidad de sumar minutos en primera, en el cual podría festejar su primeros títulos en la Primera División de Argentina el Torneo Final y la Copa Campeonato.
En el comienzo del Torneo Transición luego de la salida de Ramón Díaz y con la nueva llegada de Marcelo Gallardo con las esperanzas renovadas Tomás Martínez sería parte de la lista que contaba con muchos juveniles del club. El 20 de agosto jugaría su primer partido al mando del nuevo técnico River Plate jugaría un partido contra Colón por la Copa Argentina 2013-14 en el empate 0-0 con victoria para el equipo millonario por penales en el 11 titular aparecería Martínez que con un buen partido empezaría a ser una pieza de recambio.
El 24 de agosto de 2014 tendría su debut en el torneo local en la fecha 3 en un encuentro en el que River Plate se mediría contra Godoy Cruz de Mendoza en la goleada 4-0 del conjunto millonario. Tomás Martínez ingresaría en el segundo tiempo a los 61 minutos en reemplazo de Leonardo Pisculichi. Tendría un buen nivel en su ingreso y lo mejor hecho sería una gran asistencia tras una gran jugada de pared que dejó mano a mano a Teófilo Gutiérrez que realizaría el gol del 4-0 final.

### Tenerife
El 16 de agosto de 2015 se va en condición de cedido a Tenerife por un año, siendo así un fichaje muy esperado en la isla ya que los fichajes provenientes de Sudamérica suelen resultar debido a que su fútbol se parece bastante al canario.

### Defensa y Justicia
Luego de rescindir el préstamo con Tenerife por tener escasa participación en el primer equipo, acuerda su incorporación a préstamo al Club Defensa y Justicia, compartiendo plantilla con Guido Rodríguez, Alexander Barboza; también jugadores del Club Atlético River Plate, los cuales fueron cedidos a préstamo en adición para obtener mayor continuidad y roce en primera división.
Frente a Newell's Old Boys marcó su 1.er gol con la camiseta del Halcón. También le marcó a Racing Club.

### Houston Dynamo
El 17 de julio de 2017 fichó por el Houston Dynamo de la Major League Soccer. Jugó en el club hasta la temporada 2020, destacando la obtención de la US Open Cup de 2018.

### Defensa y Justicia
El 1 de febrero del 2021 llega a Defensa y Justicia en condición libre y firma por un año de contrato.
Sería su segunda etapa en el "Halcón".

## Selección nacional

### Selección Argentina Sub-20

#### Sudamericano Sub-20
El 11 de diciembre de 2014, Humberto Grondona, director técnico de la selección Argentina Sub-20, entregó una lista con los 32 futbolistas en el cual fue convocado con juntos a otros seis jugadores de River Plate que fue el equipo que más jugadores cedió a la selección Augusto Batalla, Emanuel Mammana, Pablo Carreras, Leandro Vega, Sebastián Driussi y Giovanni Simeone para que comenzaran a entrenarse de cara al Campeonato Sudamericano de la categoría que se disputaría a partir de enero en Uruguay. El 10 de enero a muy poco del comienzo del Sudamericano Sub-20 Humberto Grondona dio la lista de 23 convocados en la que se encontraba y de los 7 futbolista de River Plate que se encontraban en la primera lista 6 quedaron en la lista final que viajaron a Uruguay.
El 14 de enero la selección Argentina Sub-20 tendría su debut en el Sudamericano Sub-20 contra la Selección de Ecuador Sub-20 en lo que fue una gran goleada 5-2 con la figura de Martínez que fue fundamental en el triunfo tanto lanzado en ataque como en la recuperación de la pelota junto a Lucio Compagnucci también hizo un gol clavo un bombazo en la medialuna del área puso el 3-1 parcial.
El 18 de enero tras el duro golpe de la derrota pasada la selección Argentina Sub-20 derrotó hoy con amplitud a su par de selección de Perú Sub-20, por 6-2.
El 26 de enero arrancaría el hexagonal final del Sudamericano Sub-20 que tendría en su primera fecha que enfrentar a la selección de Perú Sub-20 rival que en la primera fase del torneo había goleado, en este, partido también obtendría la victoria pero tan solo 2-0 con goles de Giovanni Simeone y de Ángel Correa, que cuando el partido estaba en su momento más difícil vio al arquero adelantado y saco un remate con la derecha que paso por encima del arquero que se metió en el arco.
El 1 de febrero se juega el superclásico de las Américas con el eterno rival de Argentina, Brasil, transcurridos 86 minutos y cuando el partido pintaba para empate 0-0, Angelito Correa tomó la pelota en el círculo central, mandó un pase bochinesco de cachetada asistió a Maximiliano Rolón que anotó el primer gol. Contreras en el último minuto marcaría de cabeza para redondear la agónica victoria 2-0 a Brasil.
El 4 de febrero Argentina juega contra el rival que lo venciera 1-0 en fase de grupos, la selección de Paraguay Sub-20. Con ánimos revanchistas, la selección Argentina Sub-20 salió a ser protagonista desde el comienzo, y fue a los 17 minutos que Tomás Martínez, desde el círculo central le mandó un pase a Angelito Correa, que estaba adelante y ligeramente a la derecha. Con su zurda fantasiosa, Angelito realizó un delicioso dribbling en que gambeteó a 3 paraguayos, y acto seguido remató al arco. El arquero paraguayo Tomás Coronel tapó el disparo, pero dio rebote y ahí estaba el optimista del gol Gio, para abrir el marcador. Argentina terminó goleando 3-0.
El 7 de febrero de 2015 se juega la última fecha del hexagonal contra el local y organizador del torneo, Uruguay, en la práctica era una final ya que previo a disputarse esta fecha la selección Argentina Sub-20 era puntera y Uruguay era escolta, Uruguay debía ganar sí o sí para salir campeón, cualquier otro resultado le daba el campeonato a Argentina. Uruguay salió a atropellar al rival, usando a su favor su condición de local con 60.000 hinchas uruguayos que reventaban las tribunas del estadio Centenario, y efectuando una fuerte presión, se puso arriba del marcador ni bien arrancó el partido con un gol a los 7 minutos de Gastón Pereiro. Sin embargo, Argentina se re-organizó y comenzó a apoderarse de la lucha del mediocampo, comenzó a tener más iniciativa y recibió su premio cuando a los 35 minutos empató. Pero fue a los 81 minutos Angelito Correa, quien tras haber estado prácticamente todo el partido realizando dribblings por derecha, gambeteó una vez más y se sacó a 2 uruguayos de encima, definió por abajo del arquero uruguayo Gastón Guruceaga, y de esta forma Argentina dio vuelta el marcador y sentenció el 2-1 silenciando a los 60.000 uruguayos y con desazón cómo Argentina se coronaba campeona del Sudamericano Sub-20.

#### Copa Mundial Sub-20
El 6 de marzo de 2015 el entrenador del seleccionado Sub-20, Humberto Grondona, lo incluyó en la Preselección de cara a la Copa Mundial Sub-20 que se llevará a cabo en Nueva Zelanda. Los entrenamientos y amistosos comenzarían a fines de marzo y seguirían todo abril, hasta que la lista final de jugadores que viajarán al mundial sea anunciada los primeros días de mayo. El 13 de mayo de 2015, Humberto Grondona, confirmó la lista de 21 futbolistas que representarán a la selección Sub-20 en el Mundial de Nueva Zelanda en la cual se encontraba Tomás Martínez.
El plantel viajaría el lunes 18 de mayo hacia Tahití, donde disputaría dos amistosos ante la selección local, y el 25 de mayo llegaría a 
Wellington para debutar el 30 de mayo ante Panamá.
El 21 de mayo en el primer amistoso preparatorio jugado antes del Mundial de Nueva Zelanda la selección Argentina Sub-20 perdió en Tahití por 3-1 ante el representativo mayor de ese país, en un encuentro amistoso jugado en el Estadio Pater Te Hono Nui. El 24 de mayo el seleccionado jugaría el segundo amistoso, y último antes de viajar a Nueva Zelanda para disputar el Mundial, contra Tahití y esta vez la albiceleste se impondría por 4 a 1, con goles de Ángel Correa, Monteseirín, Simeone y Emiliano Buendía, mostrando buen manejo de la pelota y contundencia en ataque.

#### Partidos internacionalesSelección Nacional Sub-20
| N.º   | Fecha      | Estadio                                    | Local     | Resultado | Visitante | Goles | Asist. | Competición         |
| ----- | ---------- | ------------------------------------------ | --------- | --------- | --------- | ----- | ------ | ------------------- |
| 1     | 14-01-2015 | Profesor Alberto Suppici, Colonia, Uruguay | Argentina | 5-2       | Ecuador   |       |        | Sudamericano Sub-20 |
| 2     | 16-01-2015 | Profesor Alberto Suppici, Colonia, Uruguay | Argentina | 0-1       | Paraguay  |       |        | Sudamericano Sub-20 |
| 3     | 18-01-2015 | Profesor Alberto Suppici, Colonia, Uruguay | Argentina | 6-2       | Perú      |       |        | Sudamericano Sub-20 |
| 4     | 26-01-2015 | Centenario, Montevideo, Uruguay            | Argentina | 2-0       | Perú      |       |        | Sudamericano Sub-20 |
| 5     | 29-01-2015 | Gran Parque Central, Montevideo, Uruguay   | Argentina | 1-1       | Colombia  |       |        | Sudamericano Sub-20 |
| 6     | 26-01-2015 | Centenario, Montevideo, Uruguay            | Argentina | 3-0       | Paraguay  |       |        | Sudamericano Sub-20 |
| 7     | 07-02-2015 | Centenario, Montevideo, Uruguay            | Uruguay   | 1-2       | Argentina |       |        | Sudamericano Sub-20 |
| 8     | 21-05-2015 | Pater Te Hono Nui, Papeete, Tahití         | Tahití    | 3-1       | Argentina |       |        | Amistoso            |
| 9     | 24-05-2015 | Pater Te Hono Nui, Papeete, Tahití         | Argentina | 4-1       | Tahití    |       |        | Amistoso            |
| 10    | 30-05-2015 | Westpac Stadium, Wellington, Nueva Zelanda | Argentina | 2-2       | Panamá    |       |        | Copa Mundial Sub-20 |
| 11    | 02-06-2015 | Westpac Stadium, Wellington, Nueva Zelanda | Argentina | 2-3       | Ghana     |       |        | Copa Mundial Sub-20 |
| 12    | 05-06-2015 | Westpac Stadium, Wellington, Nueva Zelanda | Austria   | 0-0       | Argentina |       |        | Copa Mundial Sub-20 |
| Total | Total      | Total                                      | 13        | 13        | 13        | 1     | 4      |                     |

#### Participaciones con la selección
| Torneo                   | Sede          | Resultado    |
| ------------------------ | ------------- | ------------ |
| Sudamericano Sub-20 2015 | Uruguay       | Campeón      |
| Copa Mundial Sub-20 2015 | Nueva Zelanda | Primera fase |

## Estadísticas

### Clubes
Actualizado al último partido disputado el 14 de junio de 2025.
| River Plate Argentina |                     |                     |     |    |    |    |   |   |    |   |    |     |    |    |
| 1.ª | 2012-13             | 1                   | 0   | 0  | 1  | 0  | 0 | — | —  | — | 2  | 0   | 0  |    |
| 1.ª | 2013-14             | 0                   | 0   | 0  | 2  | 0  | 0 | 0 | 0  | 0 | 2  | 0   | 0  |    |
| 1.ª | 2014                | 9                   | 0   | 3  | —  | —  | — | 4 | 0  | 0 | 13 | 0   | 3  |    |
| 1.ª | 2015                | 3                   | 0   | 1  | 0  | 0  | 0 | 0 | 0  | 0 | 3  | 0   | 1  |    |
| Total club | Total club          | 13                  | 0   | 4  | 3  | 0  | 0 | 4 | 0  | 0 | 20 | 0   | 4  |    |
| C. D. Tenerife · España |                     |                     |     |    |    |    |   |   |    |   |    |     |    |    |
| 2.ª | 2015-16             | 13                  | 0   | 1  | 1  | 0  | 0 | — | —  | — | 14 | 0   | 1  |    |
| Total club | Total club          | 13                  | 0   | 1  | 1  | 0  | 0 | 0 | 0  | 0 | 14 | 0   | 1  |    |
| Defensa y Justicia Argentina |                     |                     |     |    |    |    |   |   |    |   |    |     |    |    |
| 1.ª | 2016                | 14                  | 3   | 2  | 1  | 0  | 0 | — | —  | — | 15 | 3   | 2  |    |
| 1.ª | 2021                | 0                   | 0   | 0  | 8  | 0  | 2 | 3 | 0  | 0 | 11 | 0   | 2  |    |
| Total club | Total club          | 14                  | 3   | 2  | 9  | 0  | 2 | 3 | 0  | 0 | 26 | 3   | 4  |    |
| S. C. Braga "B" Portugal |                     |                     |     |    |    |    |   |   |    |   |    |     |    |    |
| 2.ª | 2016-17             | 12                  | 3   | 1  | —  | —  | — | — | —  | — | 12 | 3   | 1  |    |
| Total club | Total club          | 12                  | 3   | 1  | 0  | 0  | 0 | 0 | 0  | 0 | 12 | 3   | 1  |    |
| S. C. Braga Portugal |                     |                     |     |    |    |    |   |   |    |   |    |     |    |    |
| 1.ª | 2016-17             | 3                   | 0   | 0  | 2  | 0  | 0 | 1 | 0  | 0 | 6  | 0   | 0  |    |
| Total club | Total club          | 3                   | 0   | 0  | 2  | 0  | 0 | 1 | 0  | 0 | 6  | 0   | 0  |    |
| Houston Dynamo Estados Unidos |                     |                     |     |    |    |    |   |   |    |   |    |     |    |    |
| 1.ª | 2017                | 14                  | 2   | 1  | —  | —  | — | — | —  | — | 14 | 2   | 1  |    |
| 1.ª | 2018                | 32                  | 5   | 13 | 4  | 0  | 1 | — | —  | — | 36 | 5   | 14 |    |
| 1.ª | 2019                | 33                  | 5   | 3  | 2  | 2  | 1 | 2 | 0  | 0 | 37 | 7   | 4  |    |
| 1.ª | 2020                | 11                  | 0   | 0  | —  | —  | — | — | —  | — | 11 | 0   | 0  |    |
| Total club | Total club          | 90                  | 12  | 17 | 6  | 2  | 2 | 2 | 0  | 0 | 98 | 14  | 19 |    |
| Aldosivi Argentina |                     |                     |     |    |    |    |   |   |    |   |    |     |    |    |
| 1.ª | 2022                | 22                  | 1   | 0  | 13 | 0  | 1 | — | —  | — | 35 | 1   | 1  |    |
| Total club | Total club          | 22                  | 1   | 0  | 13 | 0  | 1 | 0 | 0  | 0 | 35 | 1   | 1  |    |
| FBC Melgar · Perú | 1.ª                 | 2023                | 30  | 6  | 8  | —  | — | — | 6  | 3 | 0  | 36  | 9  | 8  |
| FBC Melgar · Perú | 1.ª                 | 2024                | 34  | 7  | 8  | —  | — | — | 2  | 0 | 0  | 36  | 7  | 8  |
| FBC Melgar · Perú | 1.ª                 | 2025                | 14  | 1  | 2  | —  | — | — | 9  | 1 | 0  | 23  | 2  | 2  |
| FBC Melgar · Perú | Total club          | Total club          | 78  | 14 | 18 | 0  | 0 | 0 | 17 | 4 | 0  | 95  | 18 | 18 |
| Total en su carrera | Total en su carrera | Total en su carrera | 245 | 33 | 43 | 34 | 2 | 5 | 27 | 4 | 0  | 306 | 39 | 48 |
| (1)Las copas nacionales se refieren a la Copa Argentina, la Copa del Rey, la Copa de Portugal, la Copa de la Liga de Portugal, la US Open Cup y la Copa de la Liga Profesional. (2)Las copas internacionales se refieren a la Copa Libertadores, la Copa Sudamericana, la Recopa Sudamericana, la Liga Europa de la UEFA y la Liga de Campeones de la Concacaf. |                     |                     |     |    |    |    |   |   |    |   |    |     |    |    |

### Selección
- Actualizado hasta el 2 de junio de 2015.

| Selección            | Año                  | Amistosos | Amistosos | Amistosos | Mundial | Mundial | Mundial | Sudamericano | Sudamericano | Sudamericano | Total | Total | Total |
| Selección            | Año                  | PJ        | G         | A         | PJ      | G       | A       | PJ           | G            | A            | PJ    | G     | A     |
| -------------------- | -------------------- | --------- | --------- | --------- | ------- | ------- | ------- | ------------ | ------------ | ------------ | ----- | ----- | ----- |
| Sub-20 Argentina     | 2015                 | 2         | 0         | 0         | 3       | 0       | 1       | 7            | 1            | 4            | 12    | 1     | 5     |
| Sub-20 Argentina     | Total                | 2         | 0         | 0         | 3       | 0       | 1       | 7            | 1            | 4            | 12    | 1     | 5     |
| Total en selecciones | Total en selecciones | 2         | 0         | 0         | 3       | 0       | 1       | 7            | 1            | 4            | 12    | 1     | 5     |

## Palmarés

### Campeonatos nacionales
| Título           | Club           | País           | Año  |
| ---------------- | -------------- | -------------- | ---- |
| Primera División | River Plate    | Argentina      | 2014 |
| U.S. Open Cup    | Houston Dynamo | Estados Unidos | 2018 |

### Campeonatos internacionales
| Título                         | Club               | Sede         | Año  |
| ------------------------------ | ------------------ | ------------ | ---- |
| Copa Sudamericana              | River Plate        | Buenos Aires | 2014 |
| Campeonato Sudamericano Sub-20 | Argentina sub-20   | Uruguay      | 2015 |
| Copa Libertadores              | River Plate        | Buenos Aires | 2015 |
| Recopa Sudamericana            | Defensa y Justicia | Brasilia     | 2021 |